# Sky Lease Cargo
Sky Lease Cargo, precedentemente Tradewinds International Airlines, è una compagnia aerea cargo con sede in città a Miami mentrel a base di armamento principale è nell'aeroporto Internazionale della metropoli floridesca.

## Storia

### Blue jeans con le ali
La compagnia aerea ha origini lontane e curiose. Fu infatti fondata nel 1969 a Greensborro (N.C.) con la ragione sociale Blue Bell Aviation Inc. allo scopo di trasportare blue-jeans verso i maggiori centri all'ingrosso dell'abbigliamento casual. Per svolgere questo compito si dotò progressivamente di macchine passeggeri adattate a tutto-merci: Lockheed L.1049 (ai sensi della FAA Part 91), Canadair CL-44, Lockheed L.1011. Dal 1969 al 1973 fu utilizzato il nome commerciale "Wrangler Aviation", successivamente quello di "Tradewinds Airlines". Divenne un vettore Part 121 nel 1978 e a tutti gli effetti una compagnia aerea cargo nel 1981. In questo anno i voli assunsero un andamento regolare, quasi di linea. Negli anni '80 Wrangler Aviation divenne il nome legale dell'aerolinea, che lo mantenne fino a quando fu adottata la denominazione Tradewinds International Airlines. Altre macchine si aggiunsero alla flotta: Airbus A300, Boeing 747, Douglas DC 10 privilegiandone le versioni tutto-merci.

### Tradewinds International Airlines
Il nome fu adottato nel novembre 1991. Dal febbraio 1994 al novembre 1995 il pacchetto azionario fu controllato dalla conterranea Florida West Airlines. L'azienda proseguì le attività tradizionali fino al 15 febbraio 1998, quando furono intrapresi i primi voli charter solo per passeggeri.
Durante il 2006, Valiant Airways fece approcci esplorativi per l'acquisto dell'azienda, quale base di partenza per operazioni di "start up", senza però arrivare a niente di concreto. Nel dicembre 2007, Donald Watkins, un avvocato dell'Alabama, acquistò parte della società. Comunicati stampa del 3 giugno 2008 indicavano che Tradewinds aveva restituito i cinque 747-200F ai legittimi proprietari e aveva licenziato alcuni dipendenti. Il 6 giugno l'aerolinea ridusse il proprio personale del 70% e mise a terra tutta la flotta del momento: cinque Boeing 747 e tre Airbus A300.
Il 25 luglio Tradewinds Airlines presentò, per la terza volta nella sua storia, istanza di protezione dal fallimento secondo il Chapter 11. La compagnia citava l'aumento dei costi del carburante e la bassa domanda, ma prevedeva di continuare a operare durante la riorganizzazione. Nel mese di dicembre 2008 la società fu acquistata da Sky Lease One Inc., che aveva sede a Greensborro (N.C.) ma base operativa in Florida.

### Sky Lease Cargo
Tradewinds fu ribattezzata Sky Lease Cargo nel settembre 2011 e ha poi anche cambiato i codici IATA e ICAO. L'azienda opera con due Boeing 747-400 dall'aeroporto Internazionale di Miami verso vari punti del Sud America.

## Flotta

### Flotta attuale
A metà del 2024 la flotta di Sky Lease Cargo era così composta:

### Flotta storica
Nel corso degli anni Sky Lease Cargo ha operato con i seguenti modelli di aeromobili:
- Airbus A300B4-200F
- Boeing 747-200
- McDonnell Douglas MD-11F

## Incidenti
- Il 7 giugno 2006, il volo Tradewind International Airlines 444, un Boeing 747-200(BSF), uscì di pista durante il decollo dall'aeroporto di Rionegro-José María Córdova dopo che i piloti avevano abortito la corsa a causa di problemi a un motore. L'aereo aveva raggiunto una velocità troppo elevata e non riuscì a fermarsi sulla superficie asfaltata. Non ci furono vittime, ma l'aereo venne demolito per i danni riportati.[9]
- Il 7 novembre 2018, il volo Sky Lease Cargo 4854, un Boeing 747-400F, uscì di pista durante l'atterraggio dall'aeroporto Internazionale di Halifax. Non ci furono vittime, ma l'aereo si danneggiò irreparabilmente.[10]